# Flughafen Kadavu

i8
i11
i13
Der Kadavu Airport ([kaˈndaβu ˈɛə.pɔːt]), auch Namalata Airport oder Vunisea Airport, (IATA-Code: KDV, ICAO-Code: NFKD) liegt auf der Insel Kadavu nahe der Ortschaft Vunisea. Das Flughafengebäude besteht aus einer Hütte, in der sich der Checkin-Schalter und ein kleiner Imbiss befinden.
Der Flughafen wird regelmäßig von Pacific Sun, einer Regionalfluggesellschaft von Air Pacific, aus Nadi und Suva angeflogen. Flughafenbetreiber ist Airports Fiji Limited.